# 福大前駅

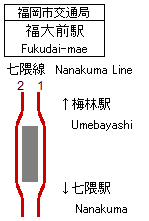
配線図

福大前駅（ふくだいまええき）は、福岡県福岡市城南区七隈八丁目にある福岡市地下鉄七隈線の駅。駅番号はN06。
駅のシンボルマークは空港線・箱崎線のシンボルマークをデザインした西島伊三雄が2001年に死去したため、それ以前に描かれていた原案を元に、息子で同じくグラフィックデザイナーの西島雅幸が完成させた。モチーフは福岡大学の応援歌「七隈トンビ」に学生帽を付けたデザイン。駅識別カラーは   DIC-641（系統色名：こい青）で、別府駅・次郎丸駅と共通。
橋本駅が管理し、日本通運福岡支店が駅業務を受託する業務委託駅である。

## 歴史

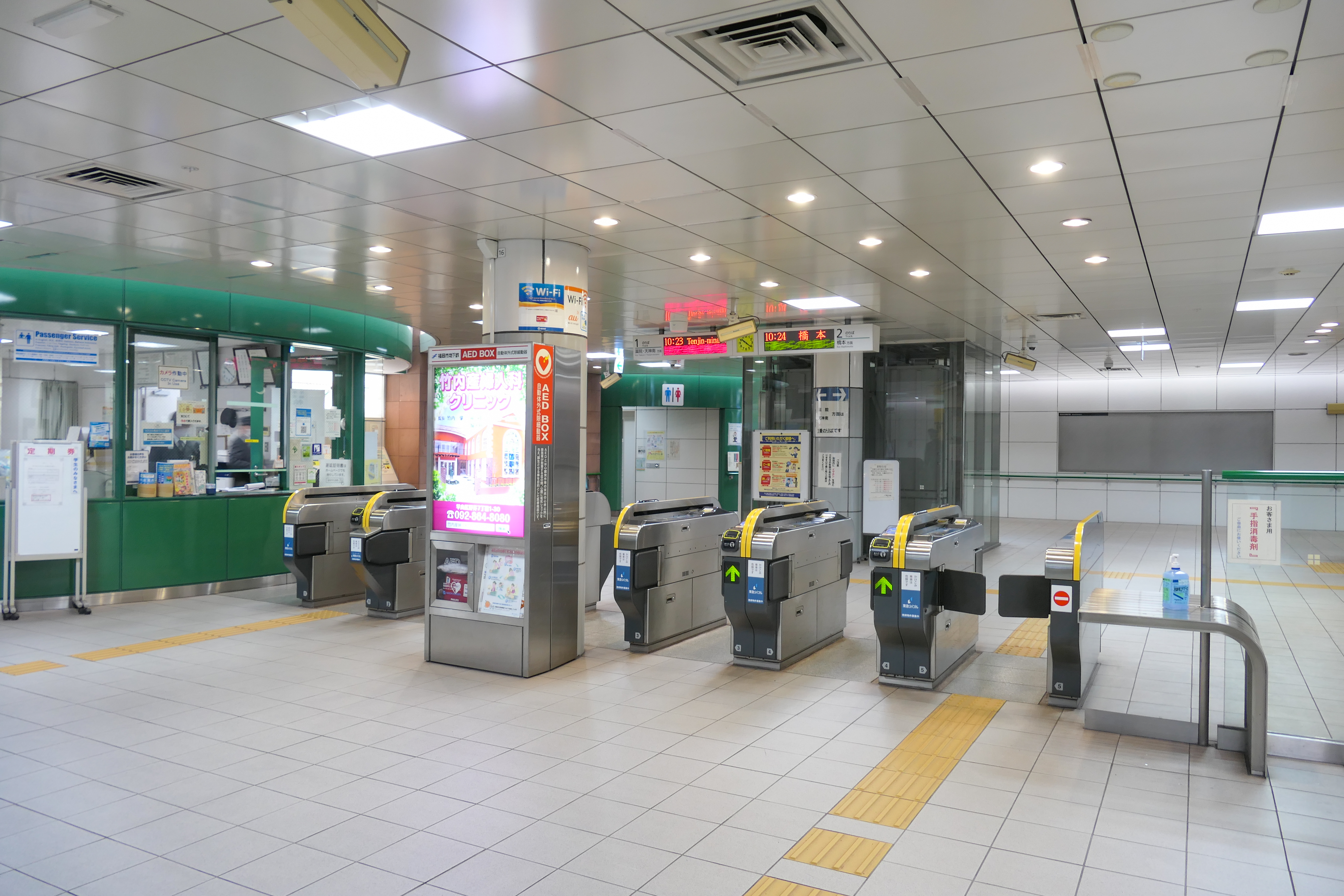
2000年（平成12年）6月28日 - 2001年（平成13年）2月22日：設計期間（実施設計者：回工房）
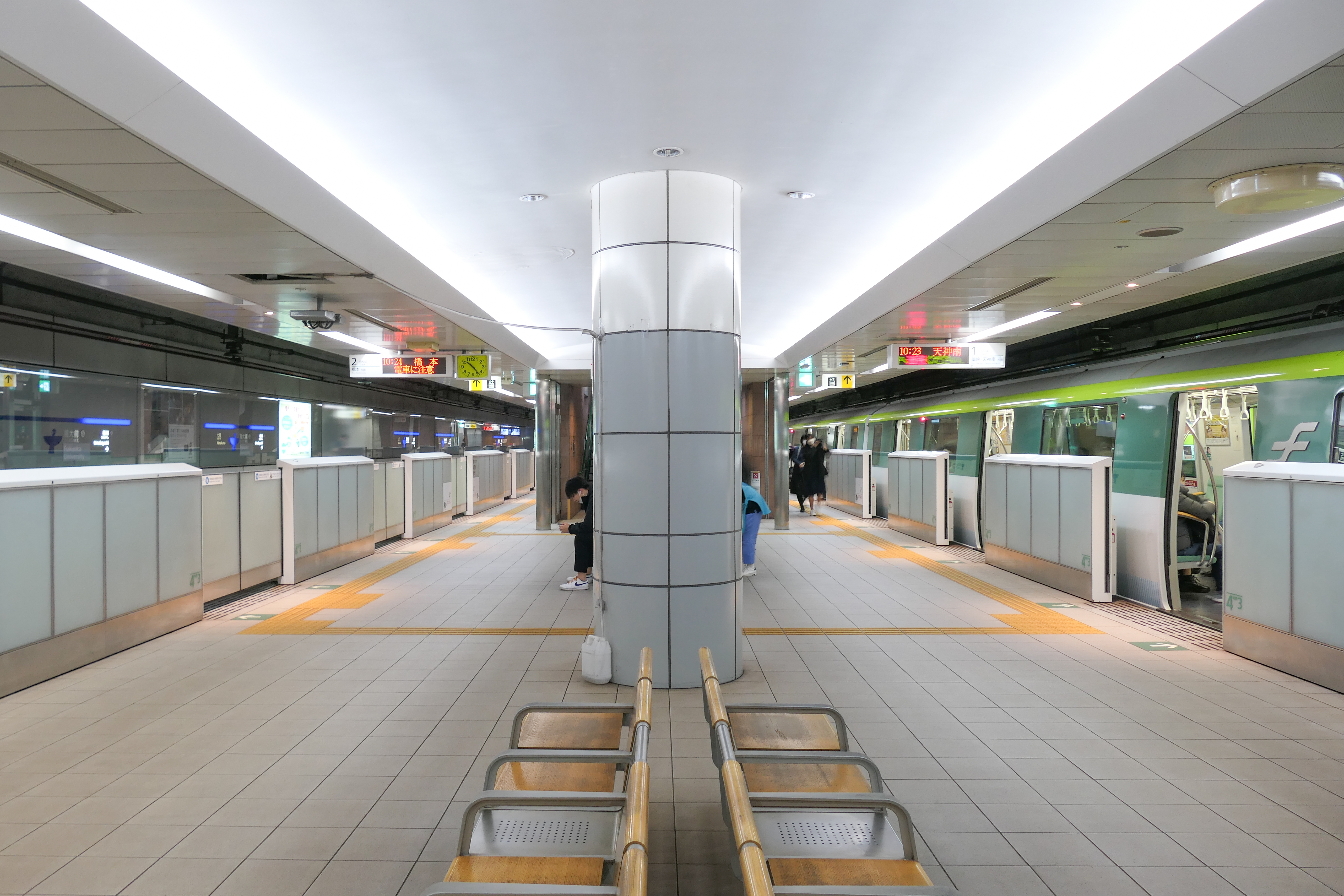
2003年（平成15年）3月8日 - 2004年（平成16年）7月31日：施工期間（施工者：戸田・アイサワ・澄男 建設工事共同企業体）
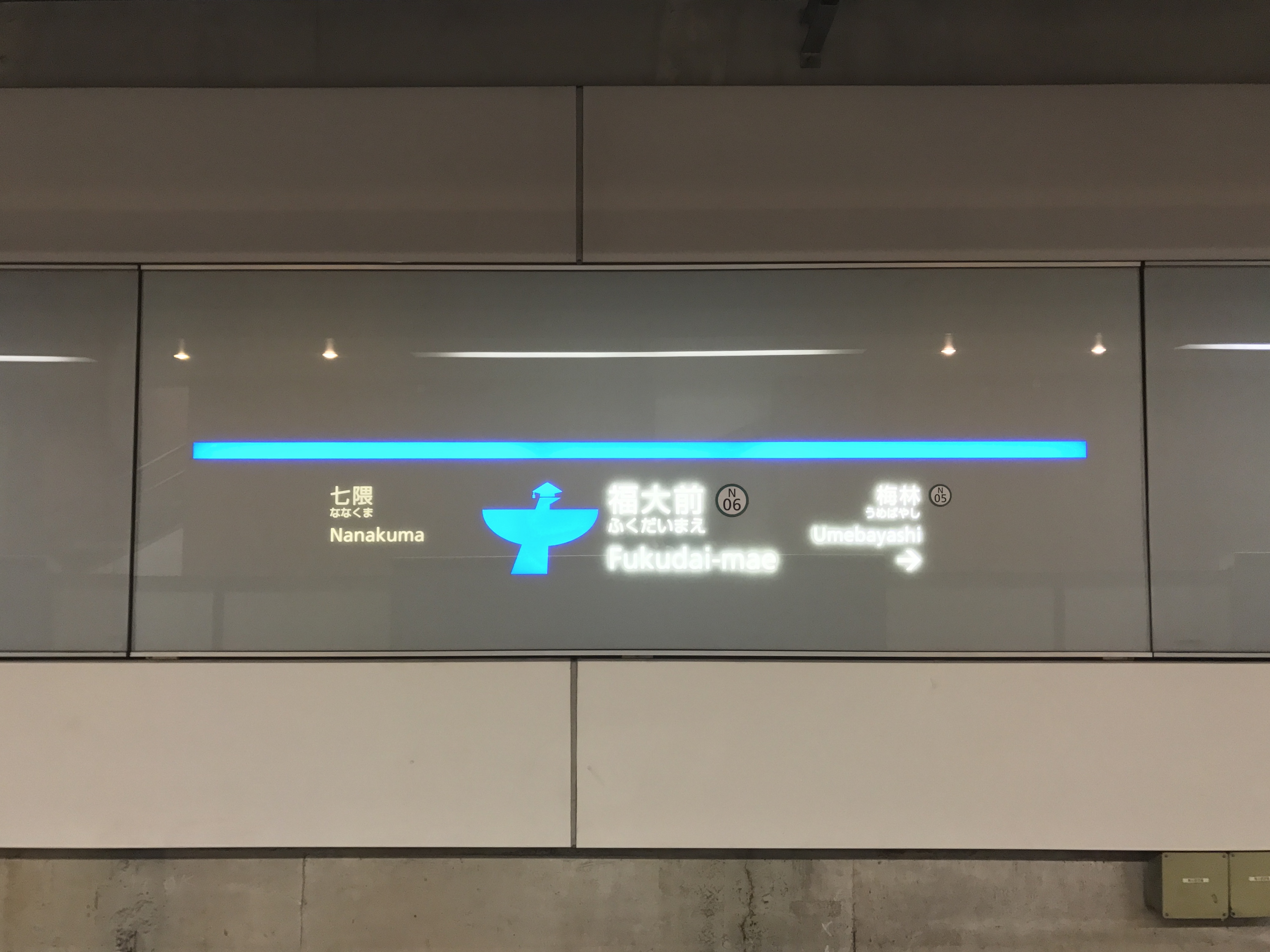
2005年（平成17年）2月3日：開業。開業時から業務委託駅[5]。
- 2011年（平成23年）1月4日：福岡大学病院の新診療棟が完成し、駅と病院が直結。

## 駅構造
島式ホーム1面2線を有する地下駅。ホームドアが設置されている。
| 地階    | 出入口                       | 出入口                                     |
| 地下1階 | コンコース階                 | コンコース、案内所、自動券売機、自動改札口 |
| 地下1階 | コンコース階                 | トイレ（改札内）                           |
| 地下2階 | 1番のりば                    | ■七隈線 博多方面（七隈駅）→                |
| 地下2階 | 島式ホーム，右側のドアが開く |                                            |
| 地下2階 | 2番のりば                    | ←■七隈線 橋本方面（梅林駅）                |

- 各階の面積は、地上198平方メートル、地下1階3,287平方メートル、地下2階2,327平方メートル[1]。
- 地上出入口は壁をガラス、屋根をテフロン膜としている[1]。コンコース階は広い多目的スペースが確保されており[1]、憩いの場や受験シーズンの臨時切符売場などに利用可能である[1]。
- 利用者の目に留まる箇所に用いられる「個性化壁」には、赤色の砂岩（セルバレッド、400 mm×400 mm×厚さ15 mm）を使用している[6]。

- 改札口（2022年12月）
- ホーム（2022年12月）
- 駅名標（2017年7月）

## 利用状況
2023年度の1日平均乗車人員は6,754人である。
開業以降の1日平均乗車人員の推移は下表のとおりである。
| 年度               | 1日平均 乗車人員 |
| ------------------ | ---------------- |
| 2004年（平成16年） | 3,262            |
| 2005年（平成17年） | 3,766            |
| 2006年（平成18年） | 4,463            |
| 2007年（平成19年） | 5,013            |
| 2008年（平成20年） | 5,397            |
| 2009年（平成21年） | 5,581            |
| 2010年（平成22年） | 5,764            |
| 2011年（平成23年） | 6,229            |
| 2012年（平成24年） | 6,064            |
| 2013年（平成25年） | 6,095            |
| 2014年（平成26年） | 6,313            |
| 2015年（平成27年） | 6,360            |
| 2016年（平成28年） | 6,534            |
| 2017年（平成29年） | 6,769            |
| 2018年（平成30年） | 7,008            |
| 2019年（令和元年） | 7,122            |
| 2020年（令和 2年） | 3,040            |
| 2021年（令和 3年） | 4,694            |
| 2022年（令和 4年） | 6,028            |
| 2023年（令和 5年） | 6,754            |

## 駅周辺
福岡大学と福岡大学病院に挟まれた市道鳥飼梅林線（城南学園通り）の真下に位置している。福岡大学の正門の最寄り駅である。
西鉄バス「福大前」バス停とは全く別の位置にある。福大前駅は大学敷地の西側に位置しているが、福大前バス停は大学敷地の東側に位置する。当駅の最寄バス停は「福大正門前」である。

### 施設等
- 福岡大学
- 福岡大学病院
- 晴明病院
- 福岡市立片江小学校
- 西鉄片江営業所
- 西片江公園

## 隣の駅
福岡市交通局
 七隈線
梅林駅 (N05) - 福大前駅 (N06) - 七隈駅 (N07)